# 埃謝爾尼察鄉
44°42′N 22°22′E / 44.700°N 22.367°E
埃謝爾尼察鄉（羅馬尼亞語：Comuna Eșelnița, Mehedinți），是羅馬尼亞的鄉份，位於該國西南部，由梅赫丁茨縣負責管轄，面積164平方公里，海拔高度81米，2007年人口3,091，人口密度每平方公里19人。